# Prisoner of the State

Triệu Tử Dương cùng với sinh viên tại Quảng trường Thiên An Môn năm 1989

Prisoner of the State: The Secret Journal of Premier Zhao Ziyang (tạm dịch: Tù nhân của nhà nước: Hồi ký bí mật của Thủ tướng Triệu Tử Dương) là một quyển sách dài 336 trang, xuất bản vào tháng 5 năm 2009 gồm có những hồi ức của cựu lãnh tụ cộng sản Cộng hòa Nhân dân Trung Hoa, người từng bị hạ bệ sau biến cố Thiên An Môn năm 1989. Cuốn sách này được viết dựa vào một loạt gồm 30 băng ghi âm do Triệu tử Dương bí mật thực hiện trong lúc ông bị quản thúc tại gia vào năm 1999 và năm 2000. Trong chương cuối cùng, Triệu Tử Dương ca ngợi hệ thống nghị viện dân chủ phương tây và nói rằng đó chính là con đường duy nhất mà Trung Quốc có thể giải quyết nạn tham nhũng và sự cách biệt ngày càng to lớn giữa người giàu và người nghèo. Ngày xuất bản của cuốn sách được chủ ý trùng hợp với tưởng niệm 20 năm ngày xe tăng Trung Quốc được đưa đến giải tỏa quảng trường Thiên An Môn vào ngày 4 tháng 6 năm 1989.
Đồng biên tập viên Adi Ignatius tìm thấy một cuộc họp được tổ chức tại nhà riêng của Đặng Tiểu Bình ngày 17 tháng 5 năm 1989, ít hơn ba tuần trước khi cuộc thảm sát Thiên An Môn bắt đầu như là một thời điểm chính trong cuốn sách. Khi Triệu Tử Dương cho rằng chính phủ nên tìm cách giảm bớt căng thẳng với những người biểu tình thì ngay lập tức bị hai viên chức bảo thủ chỉ trích. Khi đó Đặng Tiểu Bình thông báo rằng ông ta sẽ ban hành thiết quân luật. Triệu Tử Dương nói rằng: "Tôi từ chối làm Tổng bí thư mà ra lệnh quân đội đàn áp sinh viên."

## Trích dẫn chính từ sách

### Về Quảng trường Thiên An Môn
- Vì giữ lập trường quan điểm của mình về các cuộc biểu tình của sinh viên và từ chối chấp nhận quyết định dùng vũ lực trấn áp sinh viên, tôi biết được hậu quả là gì và tôi sẽ phải nhận lấy sự đối xử ra sao...tôi biết rằng nếu tôi cứ nhất mực bám giữ quan điểm của mình thì cuối cùng tôi sẽ phải bị bắt buộc từ chức.
- Vào đêm ngày 3 tháng 6, khi tôi cùng gia đình ngồi trong vườn nhà thì nghe thấy tiếng súng. Bi kịch làm chấn động thế giới đã xảy ra, không làm sao ngăn lại được nữa.[5]

### Về dân chủ
- Tất cả các hệ thống này (các hệ thống dân chủ của các nước xã hội chủ nghĩa) chỉ là thiển cận. Chúng không phải là những hệ thống mà trong đó người dân được làm chủ, nhưng đúng hơn là bị cai trị bởi một vài người hay thậm chí là một người đơn độc.[6]
- Thực tế thì chính hệ thống nghị viện dân chủ tây phương đã chứng minh là có sức sống mãnh liệt nhất. Dường như đây là hệ thống tốt đẹp nhất có được hiện nay.[7]

### Về Đặng Tiểu Bình
- Đặng Tiểu Bình luôn đứng trong số các lãnh tụ lão thành của đảng với vai trò là một người luôn nhấn mạnh đến việc sử dụng những phương tiện độc tài. Ông ta thường hay nhắc nhở mọi người về sự hữu dụng của nó.[8]

### Về cải cách
- Lý do tôi có hứng thú sâu xa về cải cách kinh tế và tận tâm tìm cách thực hiện cải cách là vì tôi đã quyết tâm xóa bỏ căn bệnh của hệ thống kinh tế Trung Quốc từ cội rễ. Nếu không hiểu rõ được những sự yếu kém của hệ thống kinh tế Trung Quốc, có lẽ tôi không thể có một sự hối hả mạnh mẽ như thế trong việc cải cách.[9]

## Lưu hành tại Trung Quốc
Adi Ignatius, một trong các biên tập viên ấn bản tiếng Anh của cuốn sách nói rằng mặc dù cuốn sách chắc chắn bị cấm tại Hoa Lục nhưng ông tin rằng một phần nội dung của nó được phát tán trên mạng internet hay các ấn bản chui.
Một ấn bản tiếng Hoa của cuốn sách có tựa đề là Cải cách lịch trình (改革歷程) đã được New Century Press xuất bản và phát hành tại Hong Kong vào ngày 29 tháng 5 năm 2009, chỉ cách mấy ngày trước tưởng niệm 20 năm vụ đàn áp tại Thiên An Môn ngày 4 tháng 6 năm 1989. New Century Press do Bão Phác (鲍樸) điều hành. Ông là con trai của Bão Đồng (鲍彤), cựu phụ tá của Triệu Tử Dương, người vẫn còn đang bị công an Trung Quốc tại Bắc Kinh theo dõi. Ấn bản đầu tiên gồm 14.000 cuốn được tường trình là đã bán hết tại Hong Kong trong ngày đầu tiên phát hành tại một số chuỗi cửa hàng sách. Trương Gia Tuệ (張嘉慧) thuộc tiệm sách Greenfield, một nhà sách phân phối tại Hong Kong, cho rằng "Cuốn sách này là cuốn sách mà người ta đang tìm đọc nhiều nhất mà tôi chưa từng thấy trước đây."

## Thông tin về phiên bản tiếng Anh
- Zhao Ziyang, biên tập viên: Adi Ignatius, lời nói đầu: Roderick MacFarquhar, dịch và sắp xếp nội dung: Bao Pu và Renee Chiang, Prisoner of the State: The Secret Journal of Premier Zhao Ziyang, Simon & Schuster (19 tháng 5 năm 2009), bìa cứng, 336 trang ISBN 978-1-4391-4938-6 ISBN 978-1-84737-697-8